# JERO
Das Journal for Educational Research Online/Journal für Bildungsforschung Online (JERO) ist eine Onlinezeitschrift im Open-Access, die Beiträge zu Themen der Bildungsforschung veröffentlicht. Die Zeitschrift erscheint seit 2009 im halbjährlichen Rhythmus.

## Ziele und Inhalte
Das Journal for Educational Research Online ist ein interdisziplinäres und internationales Forum für die Diskussion bildungswissenschaftlicher Fragestellungen. Die Zeitschrift veröffentlicht wissenschaftliche Originalarbeiten von internationaler Relevanz zu Theorien, Methodik und zu empirischen Studien der Bildungsforschung.
Als multidisziplinäre Zeitschrift hat sich JERO zum Ziel gesetzt, die Spannbreite der Bildungsforschung in ihren verschiedenen Themen abzudecken und den interdisziplinären Dialog zwischen den beteiligten Wissenschaften (Erziehungswissenschaft, Psychologie, Soziologie, Wirtschaftswissenschaft, Politologie etc.) zu fördern.
Die internationale Ausrichtung von JERO wird nicht allein durch eine internationale Herausgeberschaft, sondern auch durch die Zweisprachigkeit des Journals gewährleistet.
Die wissenschaftliche Qualität der veröffentlichten Aufsätze wird durch einen Peer-Review-Prozess gesichert. Nach Sichtung durch die Herausgeber werden relevante eingereichte Texte anonymisiert und von mindestens zwei anonymen Gutachtern begutachtet.